# Pürewijn Dagwasüren
Pürewijn Dagwasüren (mong. Пүрэвийн Дагвасүрэн; ur. 13 czerwca 1943 w somonie Bacümber, zm. 19 września 2014) – mongolski judoka, olimpijczyk.
Na igrzyskach w Monachium w 1972 roku wystąpił w wadze ciężkiej. W pierwszej fazie zawodów przegrał z Marokańczykiem Tijinim Ben Kassoumem i był to jego jedyny pojedynek na igrzyskach.